# Johann Friedrich Steenke
Johann Friedrich Steenke († 18. November 1818) war beruflich im Seehandel und der Schifffahrt tätig.

## Leben
Er war der Sohn von Gottfried Steenke, Hafenlotse in Königsberg, Preußen. Im Jahre 1802 wurde Johann Friedrich Hafenmeister in Pillau und Leiter der Hafenlotsen. Nach Preußens Niederlage in der Schlacht bei Jena und Auerstedt beauftragte  Friedrich Wilhelm III. (Preußen) ihn, in einem geheimen Seekommando unter dem Namen Silberne Flotte das Vermögen und die Schätze des Königs vor dem Zugriff der Franzosen in das neutrale Kopenhagen zu bringen, was ihm trotz Verfolgung und Kämpfen gelang.
1817 gründete er in Pillau den ersten professionellen See-Rettungsdienst und erhielt den Titel eines Geheimhandelsrates.
Am 18. November 1818 versuchte er, während eines schweren Sturmes ein englisches Segelschiff zu retten, ertrank aber dabei mit elf Rettern und zwei Matrosen, während die übrigen Personen überlebten.
Johann Friedrich Steenke war der Vater des königlich preußischen Baurates und Wasserbauingenieurs Georg Steenke, des Konstrukteurs des Oberländischen Kanals.
Johann Friedrich Steenke ist Autor der Abhandlung The Pilot's Substitute or Directions How to enter the Port of Pillau in a Storm without a Pilot with an explanation of the Signals to be given by and to ships approaching the Bar, 1819 postum veröffentlicht durch seinen Stiefsohn und Nachfolger C. F. Kuhn.